# David C. Hilmers
David Carl Hilmers dit Dave Hilmers est un astronaute américain né le 28 janvier 1950.

## Vols réalisés
- 3 octobre 1985 : Atlantis STS-51-J
- 29 septembre 1988 : Discovery STS-26
- 28 février 1990 : Atlantis STS-36
- 22 janvier 1992 : Discovery STS-42